# I'm Your Man
I'm Your Man släpptes 1988 och är Leonard Cohens åttonde studioalbum. Det blev en stor framgång i Europa, men listnoterades inte överhuvudtaget i USA. Albumet inleds med den välkända "First We Take Manhattan" som senare blivit en populär coverlåt.
Sången "Everybody Knows" var den första som Cohen skrev tillsammans med Sharon Robinson. Han har senare samarbetat med henne flera gånger, bland annat på Ten New Songs 2001.

## Låtlista
1. "First We Take Manhattan" – 6:01
2. "Ain't No Cure for Love" – 4:50
3. "Everybody Knows" (Cohen/Sharon Robinson) – 5:36
4. "I'm Your Man" – 4:28
5. "Take This Waltz" (Cohen/Federico García Lorca) – 5:59
6. "Jazz Police" (Cohen/Jeff Fisher) – 3:53
7. "I Can't Forget" – 4:31
8. "Tower of Song" – 5:37

- Samtliga låtar skrivna av Leonard Cohen, om inte annat anges.

## Medverkande
Musiker
- Leonard Cohen – sång, keyboard
- Jude Johnstone – sång
- Anjani Thomas – sång
- Jennifer Warnes – sång
- Mayel Assouly – bakgrundssång
- Evelyine Hebey – bakgrundssång
- Elisabeth Valletti – bakgrundssång
- Jeff Fisher – keyboard
- Bob Stanley – gitarr
- Sneaky Pete Kleinow – pedal steel guitar
- Peter Kisilenko – basgitarr
- Tom Brechtlein – trummor
- Vinnie Colaiuta – trummor
- Lenny Castro – percussion
- Michel Robidoux – trummor, keyboard
- John Bilezikjian – oud
- Richard Beaudet – saxofon
- Raffi Hakopian – violin

Produktion
- Leonard Cohen – musikproducent
- Roscoe Beck – musikproducent
- Michel Robidoux – musikproducent
- Gean-Michel Reusser – musikproducent
- Roger Guérin – ljudtekniker
- Fred Deschamps – ljudtekniker
- François Deschamps – ljudtekniker
- Kevin Beauchamp – ljudtekniker
- Jean-Jacques Peruchon – ljudtekniker
- Frank Wolfe – ljudmix
- Orchestra Paris – omslagsdesign
- Sharon Weisz – foto

## Listplaceringar
| Lista (1987)   | Position             |
| -------------- | -------------------- |
| Finland        | 2                    |
| Frankrike      | 30                   |
| Kanada         | 34 (RPM)             |
| Nederländerna  | 16                   |
| Norge          | 1 (VG-lista)         |
| Schweiz        | 9                    |
| Storbritannien | 48 (UK Albums Chart) |
| Sverige        | 6 (Topplistan)       |
| Västtyskland   | 32                   |
| Österrike      | 22                   |